# Walter Greiner
Walter Greiner (* 29. Oktober 1935 in Neuenbau bei Sonneberg; † 5. Oktober 2016) war ein deutscher theoretischer Physiker, der als theoretischer Kernphysiker und Pionier der Schwerionenphysik international anerkannt war. Vielen Studenten wurde er durch seine Lehrbuchreihe zur Theoretischen Physik bekannt.

## Biographie
Der Sohn eines Schuhmachers zog mit elf Jahren aus dem Thüringer Wald in den Westen zu seinen Großeltern. Sein erster Versuch, Abitur zu machen, scheiterte in Frankfurt-Höchst. Er absolvierte dann zunächst eine Lehre als Schlosser bei der Hoechst AG in Frankfurt am Main und holte das Abitur auf dem Abendgymnasium nach. Anschließend studierte er Physik in Frankfurt und Darmstadt bis zum Diplom 1960. Nach seiner Promotion 1961 an der Universität Freiburg bei Hans Marschall mit einer Arbeit über Die Kernpolarisation in μ-Mesonenatomen war er von 1962 bis 1964 Assistenzprofessor an der University of Maryland.
1965 wurde er Ordinarius am Institut für Theoretische Physik an der Johann Wolfgang Goethe-Universität Frankfurt am Main, dessen Direktor er bis 1995 war. Seine Arbeitsgebiete liegen in der Kernphysik, Elementarteilchenphysik (z. B. Quantenelektrodynamik in starken Feldern), Schwerionenphysik sowie in der Atomphysik. Bekannt ist seine Lehrbuchreihe zur theoretischen Physik.
Greiner war unter anderem Gastprofessor an der Florida State University, der University of Virginia, der University of California, Berkeley, der Universität Melbourne, der Vanderbilt University und der Yale University. Außerdem war er unter anderem Gastwissenschaftler am Oak Ridge National Laboratory und am Los Alamos National Laboratory.
Greiner war Träger zahlreicher wissenschaftlicher Auszeichnungen, achtfacher Ehrendoktor und mehrfacher Honorarprofessor. Viele seiner Schüler sind Inhaber von Lehrstühlen im In- und Ausland oder Mitarbeiter renommierter wissenschaftlicher Institute. Er war seit den 1960er Jahren wesentlich an der Etablierung der Schwerionenforschung in Deutschland (Gesellschaft für Schwerionenforschung, GSI, Darmstadt) beteiligt. Bekannt sind seine Vorhersagen zum spontanen Vakuumzerfall in superkritischen Feldern (Bildung von Positron-Elektron-Paaren), zum Beispiel bei Schwerionenstößen und bei sehr schweren Kernen, und der möglichen Bildung seltsamer Materie und anderer Aspekte des bei Schwerionenstößen gebildeten Quark-Gluon-Plasmas. Greiner befasste sich auch mit der Stabilität schwerer Kerne, exotischen Kernen und Cluster-Radioaktivität.
Er arbeitete eng mit Experimentatoren zusammen und legte Wert auf die experimentelle Überprüfbarkeit seiner theoretischen Arbeiten.
In seinem letzten Lebensjahrzehnt befasste er sich zusammen mit Peter O. Hess mit dem Gravitationskollaps, wobei er die Existenz von Singularitäten in der realen Welt ablehnte, sowohl beim Urknall als auch innerhalb schwarzer Löcher. Beide entwickelten dazu als Alternative zur allgemeinen Relativitätstheorie die pseudo-komplexe allgemeine Relativitätstheorie, die pseudo-komplexe Zahlen verwendet, die eine Algebra mit Nullteilern bilden. Überschreitet die Materie eine kritische Dichte, kommt es nach Greiner zu Anti-Gravitations-Effekten und damit zu Abweichungen von der allgemeinen Relativitätstheorie. Er war ein Vertreter der Theorie eines zyklischen Universums, nach dem der Urknall aus einem vorherigen Kollaps entstand. Greiner sagte die Existenz von Strahlung innerhalb des Schwarzschild-Horizonts bei Schwarzen Löchern voraus und regte an, dieser Möglichkeit durch Beobachtung mit Teleskopen am supermassereichen Schwarzen Loch in Sagittarius A* in unserer Galaxie nachzugehen. Mit Hess und Kollegen sagte er verschiedene Effekte voraus, nach denen sich die pseudo-komplexe allgemeine Relativitätstheorie von den Vorhersagen der allgemeinen Relativitätstheorie bei der Beobachtung von Sternen nahe dem supermassiven Schwarzen Loch in unserer Galaxie unterscheidet. Die genaue Beobachtung dieser Sterne (besonders S2) ist Gegenstand des Beobachtungsprogramms GRAVITY und Abweichungen von den Vorhersagen der allgemeinen Relativitätstheorie sind ein Ziel des Programms (sie sollten beobachtbar sein, solange das Schwarze Loch nicht zu aktiv ist). Dazu zählen, dass die Begleitsterne eine geringere Geschwindigkeit nahe dem Schwarzen Loch haben als nach der allgemeinen Relativitätstheorie, dass Akkretionsscheiben heller leuchten, da Teilchen näher an das Schwarze Loch kommen als nach der allgemeinen Relativitätstheorie, und dass der Gravitationslinseneffekt stärker ist, so dass die Umgebung heller erscheinen sollte als nach der allgemeinen Relativitätstheorie.
Nach seiner Emeritierung 2003 gründete er im Jahr 2004 zusammen mit Wolf Singer das Frankfurt Institute for Advanced Studies (FIAS) und hielt Vorlesungen und Seminare zur Elementarteilchenphysik.
Sein Sohn Carsten Greiner ist Professor für Theoretische Physik an der Johann Wolfgang Goethe-Universität in Frankfurt. Ein weiterer Sohn, Martin Greiner, ist ebenfalls theoretischer Physiker und lehrt als Professor für System Engineering / Nachhaltige Energiesysteme an der Universität Aarhus, wo er unter anderem an erneuerbaren Energiesystemen, der Windenergie-Nutzung und der Mathematik und Physik komplexer Netzwerke forscht.
Greiner hatte rund 150 Doktoranden, von denen etwa 50 Professoren wurden. Zu seinen Doktoranden zählten Hartmuth Arenhövel, Dieter Drechsel (Mainz), Ulrich Mosel, Berndt Mueller, Michael Soffel, Horst Stöcker (Gründer von FAIR am GSI), Johann Rafelski, Gerhard Soff, Joachim Maruhn, E. D. Mshelia, Andreas Schäfer (Regensburg), Burkhard Fricke (Kassel), Paul-Gerhard Reinhard (Erlangen) und Joachim Reinhardt.

## Auszeichnungen
- 1974: Max-Born-Preis des Institute of Physics, London, und der Deutschen Physikalischen Gesellschaft
- 1982: Otto-Hahn-Preis der Stadt Frankfurt am Main
- 1987: Fellow der Royal Society of Arts (FRSA), London
- 1989: Ehrenmitglied der ungarischen Roland-Eötvös-Gesellschaft, Budapest
- 1998: Alexander-von-Humboldt-Medaille
- 1999: Ehrenmitglied der rumänischen Akademie, Bukarest
- 1999: Offizier des Ordre des Palmes Académiques
- 2001: Mitglied der Accademia Gioenia di Catania
- 2008: Lise-Meitner-Preis
- 2009: Mitglied der Academia Europaea
- 2010: Mitglied der Akademie gemeinnütziger Wissenschaften zu Erfurt

Er war vielfacher Ehrendoktor (Witwatersrand-Universität, Universität Peking, Universität Tel Aviv, Bukarest, Straßburg, Nantes, Debrecen, Mexiko-Stadt, JINR Dubna, Bogoliubov Institut Kiew, Sankt Petersburg).

## Bücher

### Lehrbuchreihe zur Theoretischen Physik
- Band 1: Klassische Mechanik. Band 1: Kinematik und Dynamik der Punktteilchen. Harri Deutsch, 1974; 3. Auflage, 1981; 8. Auflage, 2008 (mit Relativitätstheorie)
- Band 2: Klassische Mechanik. Band 2: Teilchensysteme, Lagrange-Hamiltonsche Dynamik, nichtlineare Phänomene. Harri Deutsch, 1974; 8. Auflage, 2008; englisch: Springer 2003
- Band 2A: mit Horst Stöcker: Hydrodynamik. Harri Deutsch, 1978; 2. Auflage, 1984; 3. Auflage, 1987
- Band 3: Klassische Elektrodynamik. Harri Deutsch, 1975; 3. Auflage, 1982; 7. Auflage, 2008
- Band 3A: mit Johann Rafelski: Spezielle Relativitätstheorie. Harri Deutsch, 1984; 2. Auflage, 1989
- Band 4: Quantenmechanik I – eine Einführung. Harri Deutsch, 1975; 6. Auflage 2005; englisch: 1989: 3. Auflage, Springer, 1994
- Band 4A: Quantentheorie – spezielle Kapitel. Harri Deutsch, 1980; englisch: Springer, 2001
- Band 5: mit Berndt Mueller: Quantenmechanik II – Symmetrien. Harri Deutsch, 1979; 4. Auflage, 2005; englisch: Springer, 1989; 3. Auflage, 2001
- Band 6: Relativistische Quantenmechanik – Wellengleichungen. Harri Deutsch, 1981; englisch: 3. Auflage, Springer, 2000
- Band 7: mit Joachim Reinhardt: Quantenelektrodynamik. Harri Deutsch, 1984; 2. Auflage, 1995; englisch: Quantum Electrodynamics. 4. Auflage, Springer, 2009
- Band 7A: mit Joachim Reinhardt: Feldquantisierung. Harri Deutsch, 1993
- Band 8: mit Berndt Mueller: Eichtheorie der schwachen Wechselwirkung. 1986; englisch: Gauge theory of weak interactions. Springer, 3. Auflage, 2000
- Band 9: mit Horst Stöcker, Ludwig Neise: Thermodynamik und Statistische Mechanik. Harri Deutsch, 1984; 2. Auflage, 1993
- Band 10: mit Andreas Schäfer: Quantenchromodynamik. Harri Deutsch, 1989, ISBN 3-87144-710-2
- Band 11: mit Joachim Maruhn: Kernmodelle. Harri Deutsch, 1995

Hinweise:
- Von den meisten Bänden erschienen englische Übersetzungen im Springer Verlag (Übersetzer: D. Allan Bromley).
- Ergänzungsbände wurden mit einem Buchstaben „A“ versehen: Band 2A, 3A, 4A und 7A.
- 13 Bände sind als Satz im Verlag Europa-Lehrmittel (Nachfolger von Verlag Harri Deutsch) verfügbar (ISBN 978-3-8085-5702-0)

### Weitere Fachbücher
- mit Judah Moshe Eisenberg: Nuclear Theory. 3 Bände, North Holland, 1970, 1972; 2. Auflage, 1975, 1976; 3. Auflage von Band 1: 1987 (Band 1: Collective and single particle phenomena, Band 2: Excitation mechanisms of the nucleus, Band 3: Microscopic theory of the nucleus)
- W. Greiner (Hrsg.): Quantum Electrodynamics of Strong Fields. Springer US, Boston, MA 1983, ISBN 978-1-4899-2141-3, doi:10.1007/978-1-4899-2139-0 (englisch).
- Walter Greiner, Berndt Müller, Johann Rafelski: Quantum Electrodynamics of Strong Fields. Springer Berlin Heidelberg, Berlin, Heidelberg 1985, ISBN 978-3-642-82274-2, doi:10.1007/978-3-642-82272-8 (englisch).
- Dorin N. Poenaru, Walter Greiner (Hrsg.): Handbook of Nuclear Properties (= Oxford Studies in Nuclear Physics. Band 17). 1. Auflage. Clarendon Press ; Oxford University Press, Oxford : Oxford ; New York 1996, ISBN 978-0-19-851779-5.
- Walter Greiner, Raj K Gupta (Hrsg.): Heavy Elements and Related New Phenomena: (In 2 Volumes). World Scientific Publishing Company, 1999, ISBN 978-981-02-3335-8, doi:10.1142/3664 (englisch).
- Jürgen Struckmeier, Walter Greiner: Extended Lagrange and Hamilton Formalism for Point Mechanics and Covariant Hamilton Field Theory. World Scientific Publishing Company, 2024, ISBN 978-981-4578-41-7 (englisch).

## Artikel (Auswahl)
- Gerhard Soff, Walter Greiner: Renaissance der Röntgenspektroskopie in der Schwerionenphysik. In: Physik Journal. Band 30, Nr. 8, August 1974, S. 345–356, doi:10.1002/phbl.19740300802.
- Jürgen Hofmann, Walter Greiner: Physik der Kernmaterie bei hohen Dichten. In: Physik Journal. Band 32, Nr. 12, Dezember 1976, S. 620–632, doi:10.1002/phbl.19760321220.
- J. Reinhardt, W. Greiner: Überschwere Quasimoleküle. In: Physik in unserer Zeit. Band 7, Nr. 6, 1976, S. 171–180, doi:10.1002/piuz.19760070606.
- Walter Greiner, Heinrich Peitz: Ist das Vakuum wirklich leer? In: Physik in unserer Zeit. Band 9, Nr. 6, 1978, S. 165–183, doi:10.1002/piuz.19780090602.
- Jürgen Hofmann, Walter Greiner: Hochenergiephysik mit schweren Ionen. In: Physik in unserer Zeit. Band 13, Nr. 4, 1982, S. 111–122, doi:10.1002/piuz.19820130403.
- J. Reinhardt, W. Greiner: Die Natur des Vakuums, superkritische Felder und Riesenkerne: Teil I: Vakuum und überschwere Quasimoleküle. In: Physik Journal. Band 41, Nr. 2, Februar 1985, S. 38–43, doi:10.1002/phbl.19850410205.
- J. Reinhardt, W. Greiner: Die Natur des Vakuums, superkritische Felder und Riesenkerne (Teil II). In: Physik Journal. Band 41, Nr. 4, April 1985, S. 93–99, doi:10.1002/phbl.19850410404.

- J. Reinhardt, W. Greiner: Die Natur des Vakuums, superkritische Felder und Riesenkerne. In: Physik Journal. Band 41, Nr. 4, April 1985, S. 93–99, doi:10.1002/phbl.19850410404.
- Günter Plunien, Berndt Müller, Walter Greiner: The Casimir effect. In: Physics Reports. Band 134, Nr. 2–3, März 1986, S. 87–193, doi:10.1016/0370-1573(86)90020-7 (englisch).
- mit Aurel Sandulescu: Neue radioaktive Zerfallsarten. In: Spektrum der Wissenschaft. Heft 5, 1990, S. 62–71.